# Аболиционизм в США

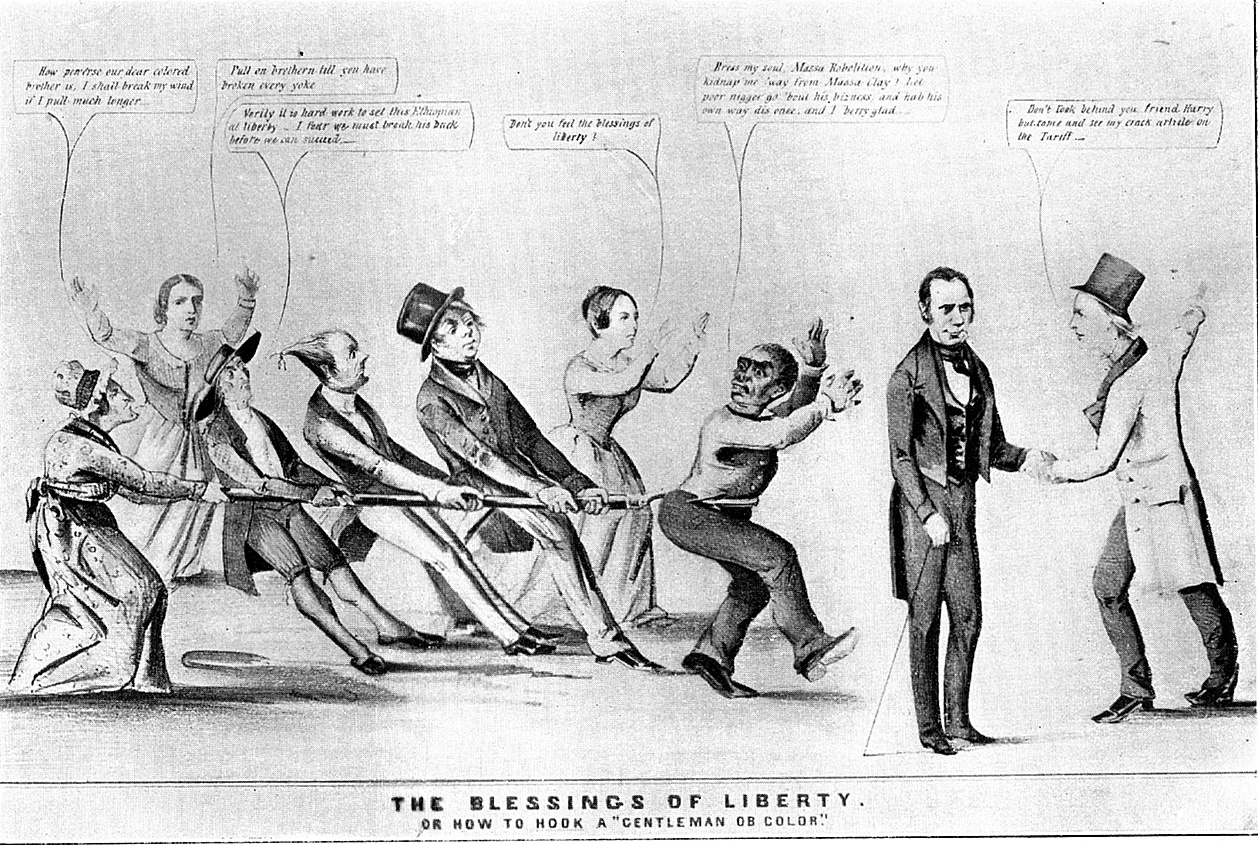
Довоенная карикатура на аболиционистов. Группа аболиционистов тащит к «свободе» упирающегося раба, стремящегося услужить своему господину

Аболиционизм в Соединённых Штатах Америки (англ. abolitionism от лат. abolitio — отмена) — движение за освобождение чернокожих рабов в США перед Гражданской войной.
Начало массового движения принято относить к 30-м годам XIX века, когда начала издаваться газета «Либерейтор» (Liberator) и было основано Американское общество борьбы с рабством. К 1840 году в движении сложилось два течения. Большинство аболиционистов во главе с У. Гаррисоном считало, что с рабством необходимо бороться, не прибегая к силе. Меньшинство, возглавляемое Ф. Дугласом, М. Делани и Г. Тернером выступало за применение вооружённой силы. Джон Браун предпринял неудавшуюся вооружённую попытку освободить рабов в 1859 году.
Во всё продолжение существования республики аболиционисты, несмотря на то что держались в стороне от практической политики, имели посредством энергичной и принципиальной агитации чрезвычайно важное влияние на развитие в Соединённых Штатах свободных учреждений. Но в то же время американских аболиционистов обвиняли в том, что их деятельность ставит под угрозу союз Севера и Юга, противоречит Конституции США, которая оставила решение вопроса о рабовладении на усмотрение отдельных штатов.
Американские сторонники аболиционизма, многие из которых входили в Американское колонизационное общество, в 1816 году купили земли на побережье Африки и основали государство Либерия. В это государство перевозились выкупленные аболиционистами, и тем самым получившие свободу, рабы. Однако эта идея не получила столь масштабного развития, на которое надеялись сторонники американского аболиционизма, хотя им и удалось за несколько десятилетий отправить в Либерию десятки тысяч бывших рабов. Плантаторы южных штатов не намеревались отказываться от дешёвого рабского труда, приносившего им огромные прибыли. Более того, большое количество рабов, родившихся в Америке, считали её своей родиной и не желали покидать США.
«Подпольной железной дорогой» в США в 1850-х годах называли тайную организацию аболиционистов, переправлявшую беглых негров с Юга на Север, где не было рабства.
Резкий прорыв в борьбе с рабством связан с президентством Авраама Линкольна и начавшейся Гражданской войной.
Аболиционизм как политическое движение исчерпал себя, после того как 22 сентября 1862 года была принята Прокламация об освобождении и 18 декабря 1865 года Тринадцатая поправка к Конституции США. 30 марта 1870 года Пятнадцатой поправкой бывшим невольникам было дано также право голоса.